# Dekanat Nowy Sącz Zachód
Dekanat Nowy Sącz Zachód – dekanat wchodzący w skład diecezji tarnowskiej.
Dziekanem dekanatu jest ks. Krzysztof Prokop – proboszcz parafii w Niskowej, a wicedziekanem ks. Stanisław Michalik – proboszcz parafii Nowy Sącz, św. Heleny.

## Parafie należące do dekanatu
W skład dekanatu wchodzą parafie:
- Parafia Najświętszego Ciała i Krwi Pana Jezusa w Brzeznej
- Parafia Imienia Najświętszej Maryi Panny w Chomranicach
- Parafia Nawiedzenia Najświętszej Maryi Panny w Długołęce-Świerkli
- Parafia Niepokalanego Serca Najświętszej Maryi Panny w Marcinkowicach
- Parafia św. Stanisława Kostki w Niskowej
- Parafia św. Heleny w Nowym Sączu
- Parafia Najświętszej Maryi Panny Królowej Polski w Świniarsku
- Parafia św. Mikołaja Biskupa w Tabaszowej
- Parafia św. Stanisława Biskupa w Tęgoborzy
- Parafia Matki Bożej Pocieszenia w Trzetrzewinie